# Chiesa di San Giorgio Martire (Orzinuovi)
La chiesa di San Giorgio Martire è il principale luogo di culto cattolico di Ovanengo, frazione del comune italiano di Orzinuovi, in provincia e diocesi di Brescia. Sede parrocchiale, fa parte della zona pastorale della Bassa Occidentale.

## Storia
Anticamente, nella campagna adiacente al paese sorgeva la pieve di Milzano, dedicata a san Giorgio Martire. La chiesa attuale sorge dove un tempo si trovava un fortilizio.
Nel 1580, all'epoca della visita del cardinale Carlo Borromeo, il clero della parrocchia di Ovanengo era costituito dal solo parroco, stipendiato dalla comunità. Dalla parrocchia di Ovanengo dipendeva una chiesa campestre, dedicata anch'essa a san Giorgio.
La chiesa attuale fu costruita tra la fine del Seicento e l'inizio del Settecento su progetto di Bernardo Fedrighini.
Nel XIX la chiesa subì lavori di ristrutturazione, mentre nel 1925 venne aggiunto l'organo, opera di Andrea Nicolini. Nel 1971, secondo quanto stabilito dal Concilio Vaticano II, fu aggiunto un altare rivolto verso l'aula, realizzato in legno e sagomato con forme angeliche.

## Descrizione

### Esterno
La chiesa, orientata sull'asse est-ovest, presenta una pianta rettangolare conclusa, sul lato orientale, dal presbiterio, anch'esso rettangolare.
La facciata, anticipata da un sagrato di forma quadrata, presenta un impianto a capanna ed è suddivisa in due registri. Nel registro inferiore, quattro lesene lisce con capitelli compositi scandiscono la facciata ed inquadrano al centro il portale, decorato da un cornicione mistilineo. Il registro superiore presenta, racchiuso tra altre quattro lesene con capitelli compositi, un finestrone quadrangolare. A coronamento della facciata si trova un timpano triangolare leggermente aggettante e decorato con tre pennacchi marmorei.
Sul lato sud, addossato all'innesto tra l'aula ed il presbiterio, si trova il campanile, che presenta una base quadrato ed è sovrastato da un'alta guglia piramidale.

### Interno
L'interno è a navata unica, interamente decorata e coperta con una volta a botte affrescata. Presenta due cappelle laterali poco profonde che contengono un altare ciascuna e, sul lato destro dell'aula, si ha la cantoria con l'organo. 
Il presbiterio è rialzato rispetto al piano dell'aula e termina, dietro l'altare maggiore, con un'abside quadrangolare in cui si trova il coro ligneo sopra il quale è ancorata la pala d'altare.